# Бендір
Бендір (араб. بندير, біндір; множ. بنادير, бінадір) — це рамковий барабан з дерев’яним ободом, поширений у Північній Африці та Західній Азії.
Бендір є традиційним музичним інструментом, який використовується по всій Північній Африці, а також у суфійських церемоніях. Цей інструмент був відомий ще в Давньому Єгипті та Месопотамії.  У турецькій мові слово bendir означає «великий ручний рамковий барабан».[джерело?]

## Конструкція та виконання

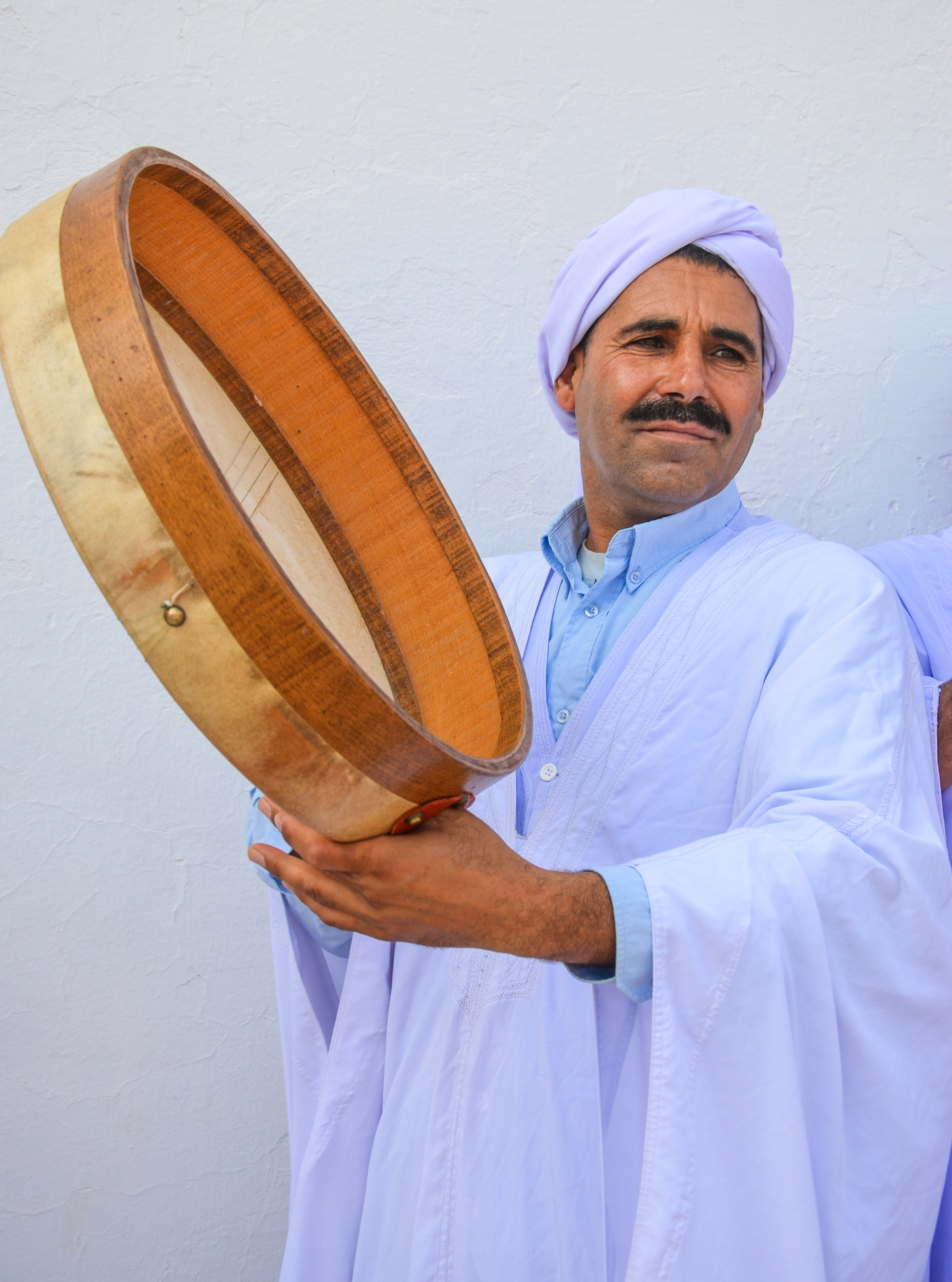
Чоловік грає на бендирі в Лагуаті, Алжир

Часто бендір має резонансну струну (зазвичай виготовлену з жил), натягнуту через мембрану, яка створює характерний дзижчачий звук під час удару пальцями або долонею. Барабан тримають вертикально: великий палець недомінантної руки просовують у спеціальний отвір у корпусі інструмента.
До схожих рамкових барабанів належать тар з Єгипту та боран з Ірландії. Проте, на відміну від бендіра, тар не має резонансної струни на звороті, а бодран грають за допомогою палички (бітери).

## Зовнішні посилання
- Bendir at Eckermann Drums Austria